# Герби португальських колоній
Герби колоній Португальської імперії мали єдиний стиль після 1935 року.

## Галерея

Ангола  (1935-1975)
Кабо-Верде (1935-1975)
Португальська Гвінея (1935-1974)
Португальська Індія (1935-1961)
Макао (1935-1999)
Португальський Мозамбік (1935-1975)
Сан-Томе і Принсіпі (1935-1975)
Тимор (1935-1975 / 2002)

### 1951-1975

Provín. Portuguesa
Provín. Portuguesa
Provín. Portuguesa
Provín. Portuguesa
Provín. Portuguesa
Provín. Portuguesa
Provín. Portuguesa
Provín. Portuguesa

### 1935-1951

Colónia Portuguesa
Colónia Portuguesa
Colónia Portuguesa
Colónia Portuguesa
Colónia Portuguesa
Colónia Portuguesa
Colónia Portuguesa
Colónia Portuguesa